# Sprite (bevanda)
La Sprite è una bevanda analcolica di genere soft drink al gusto di limone, senza caffeina, prodotta dalla The Coca-Cola Company. Si tratta di una gassosa proveniente dalla Germania, inizialmente chiamata Fanta Klare Zitrone (Fanta chiara al limone); in seguito, il marchio fu ridisegnato come "Sprite". Venne introdotta negli Stati Uniti nel 1961.
La bevanda è la risposta della Coca Cola alla popolarità della 7 Up. Fu venduta inizialmente in lattine verdi e blu o in bottiglie trasparenti con un'etichetta blu. La Sprite è commercializzata in oltre 190 nazioni. Nel Regno Unito la bevanda è famosa per lo slogan "Get the right Sprite".

## Ingredienti
Come per tutti i prodotti della Coca-Cola Company, la composizione esatta della Sprite varia di paese in paese. Essenzialmente, la bevanda è composta da acqua frizzante, zucchero, acido citrico, citrato di sodio, benzoato di sodio e aromi naturali.